# بلبل گلوراه‌راه
بلبل گلوراه‌راه (نام علمی: Pycnonotus finlaysoni) یا بلبل گلورگه‌ای، گونه‌ای پرندهٔ آوازخوان از تیرهٔ بلبلان از راستهٔ گنجشکسانان است. این گونه در جنوب شرقی آسیا یافت می‌شود، جایی که زیستگاه طبیعی آن جنگل‌های پست گرمسیری نمناک و جنگل‌های کوهستانی گرمسیری نمناک است. این یک گونهٔ رایج است و اتحادیه بین‌المللی حفاظت از طبیعت آن را در ردهٔ «کمترین نگرانی» ارزیابی کرده است.